# IST1
IST1 (англ. IST1, ESCRT-III associated factor) – білок, який кодується однойменним геном, розташованим у людей на короткому плечі 16-ї хромосоми. Довжина поліпептидного ланцюга білка становить 364 амінокислот, а молекулярна маса — 39 751.
| 10         |  | 20         |  | 30         |  | 40         |  | 50         |
| ---------- |  | ---------- |  | ---------- |  | ---------- |  | ---------- |
| MLGSGFKAER |  | LRVNLRLVIN |  | RLKLLEKKKT |  | ELAQKARKEI |  | ADYLAAGKDE |
| RARIRVEHII |  | REDYLVEAME |  | ILELYCDLLL |  | ARFGLIQSMK |  | ELDSGLAESV |
| STLIWAAPRL |  | QSEVAELKIV |  | ADQLCAKYSK |  | EYGKLCRTNQ |  | IGTVNDRLMH |
| KLSVEAPPKI |  | LVERYLIEIA |  | KNYNVPYEPD |  | SVVMAEAPPG |  | VETDLIDVGF |
| TDDVKKGGPG |  | RGGSGGFTAP |  | VGGPDGTVPM |  | PMPMPMPSAN |  | TPFSYPLPKG |
| PSDFNGLPMG |  | TYQAFPNIHP |  | PQIPATPPSY |  | ESVDDINADK |  | NISSAQIVGP |
| GPKPEASAKL |  | PSRPADNYDN |  | FVLPELPSVP |  | DTLPTASAGA |  | STSASEDIDF |
| DDLSRRFEEL |  | KKKT       |  |            |  |            |  |            |

A: Аланін

C: Цистеїн

D: Аспарагінова кислота

E: Глутамінова кислота

F: Фенілаланін

G: Гліцин

H: Гістидин

I: Ізолейцин

K: Лізин

L: Лейцин

M: Метіонін

N: Аспарагін

P: Пролін

Q: Глутамін

R: Аргінін

S: Серин

T: Треонін

V: Валін

W: Триптофан

Кодований геном білок за функцією належить до фосфопротеїнів. 
Задіяний у таких біологічних процесах, як клітинний цикл, поділ клітини, альтернативний сплайсинг. 
Локалізований у цитоплазмі, цитоскелеті, ядрі, цитоплазматичних везикулах.